# Giải vô địch bóng rổ thế giới 2023 (Bảng H)

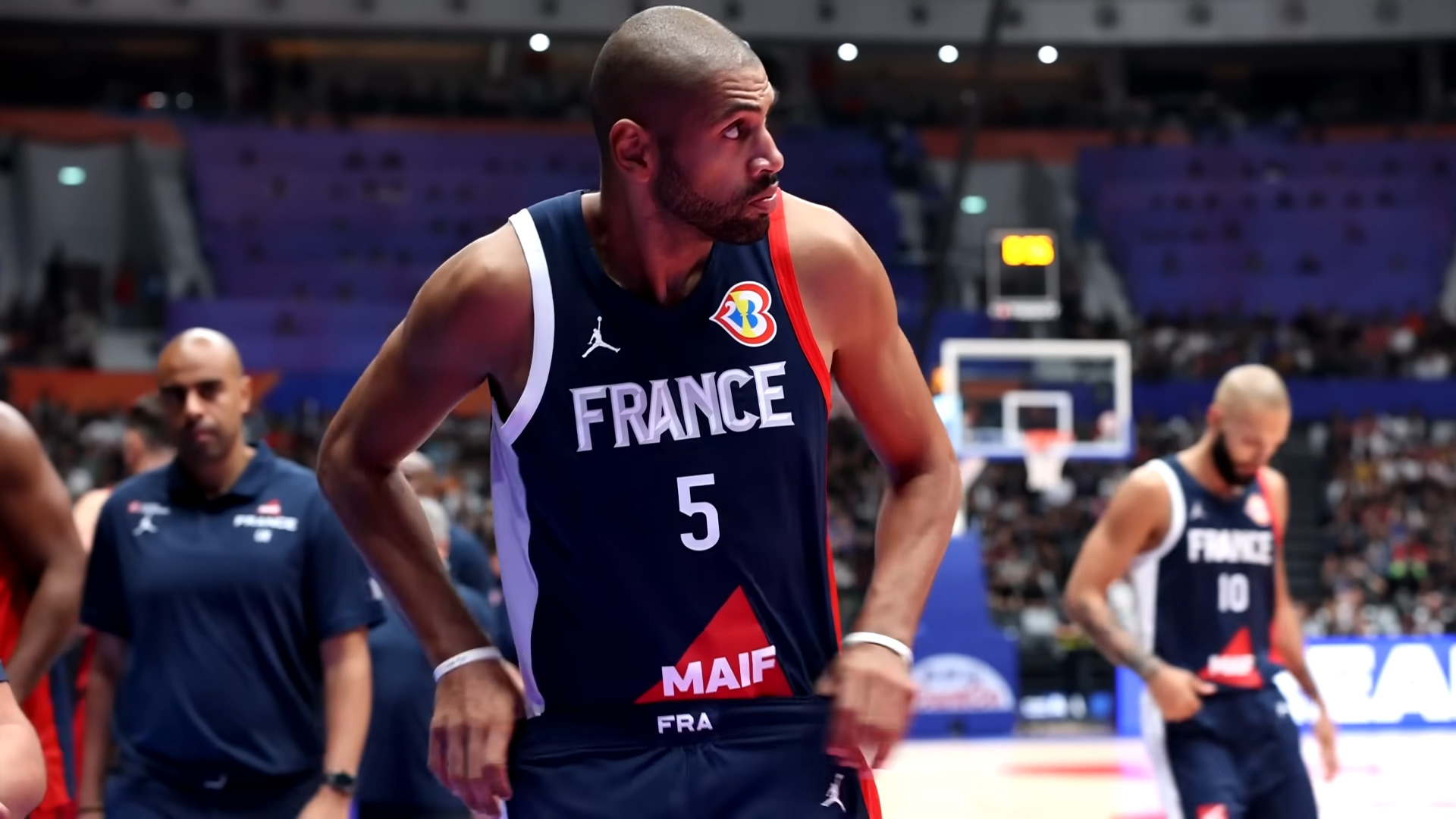
Đội tuyển bóng rổ quốc gia Pháp trong trận đấu với Canada.

Bảng H là một trong tám bảng đấu trong giai đoạn vòng bảng của Giải vô địch bóng rổ thế giới 2023, diễn ra từ ngày 25 đến ngày 29 tháng 8 năm 2023, bao gồm các đội Canada, Latvia, Liban và Pháp. Mỗi đội thi đấu vòng bảng theo thể thức vòng tròn một lượt tính điểm, mỗi đội gặp nhau đúng 1 lần duy nhất, tất cả các trận đấu của bảng diễn ra tại Nhà thi đấu Indonesia, Jakarta, Indonesia. Hai đội đứng đầu bảng sẽ giành vé vào vòng 2, còn 2 đội cuối bảng sẽ phải thi đấu vòng phân hạng 17–32.

## Các đội tuyển
| Đội tuyển | Vượt qua vòng loại               | Vượt qua vòng loại      | Số lần tham dự   | Số lần tham dự | Số lần tham dự           | Thành tích tốt nhất  | Thứ hạng |
| Đội tuyển | Với tư cách                      | Ngày vượt qua vòng loại | Lần cuối tham dự | Số lần tham dự | Số lần tham dự liên tiếp | Thành tích tốt nhất  | Thứ hạng |
| --------- | -------------------------------- | ----------------------- | ---------------- | -------------- | ------------------------ | -------------------- | -------- |
| Canada    | 3 đội đầu bảng E khu vực châu Mỹ | 10 tháng 11 năm 2022    | 2019             | 15             | 2                        | Hạng 6 (1978, 1982)  | 15       |
| Latvia    | 3 đội đầu bảng I khu vực châu Âu | 11 tháng 11 năm 2022    | —                | 1              | 1                        | Lần đầu tham dự      | 29       |
| Liban     | 3 đội đầu bảng E khu vực châu Á  | 29 tháng 8 năm 2022     | 2010             | 4              | 1                        | Hạng 16 (2002)       | 42       |
| Pháp      | 3 đội đầu bảng K khu vực châu Âu | 14 tháng 11 năm 2022    | 2019             | 9              | 5                        | Hạng ba (2014, 2019) | 5        |

## Bảng xếp hạng
| VT | Đội    | ST | T | B | ĐT  | ĐB  | HS   | Đ | Giành quyền tham dự |
| -- | ------ | -- | - | - | --- | --- | ---- | - | ------------------- |
| 1  | Canada | 3  | 3 | 0 | 324 | 213 | +111 | 6 | Vòng 2              |
| 2  | Latvia | 3  | 2 | 1 | 272 | 257 | +15  | 5 | Vòng 2              |
| 3  | Pháp   | 3  | 1 | 2 | 236 | 262 | −26  | 4 | Phân hạng 17–32     |
| 4  | Liban  | 3  | 0 | 3 | 222 | 322 | −100 | 3 | Phân hạng 17–32     |

## Các trận đấu
Tất cả các trận đấu được diễn ra theo (UTC+7).

### Canada vs Pháp
| 25 tháng 8 năm 2023 20:30 | Chi tiết | Canada                                                                                             | 95–65 | Pháp                                                           |  | Nhà thi đấu Indonesia, Jakarta Trọng tài: Roberto Vázquez (Puerto Rico), Johnny Batista (Puerto Rico), Gvidas Gedvilas (Litva) |
| 25 tháng 8 năm 2023 20:30 | Chi tiết | Điểm mỗi set: 14–18, 29–22, 25–8, 27–17                                                            |       |                                                                |  | Nhà thi đấu Indonesia, Jakarta Trọng tài: Roberto Vázquez (Puerto Rico), Johnny Batista (Puerto Rico), Gvidas Gedvilas (Litva) |
| 25 tháng 8 năm 2023 20:30 | Chi tiết | Điểm: Gilgeous-Alexander 27 Chụp bóng bật bảng: Gilgeous-Alexander 13 Hỗ trợ: Gilgeous-Alexander 6 |       | Điểm: Fournier 21 Chụp bóng bật bảng: Gobert 9 Hỗ trợ: Okobo 4 |  | Nhà thi đấu Indonesia, Jakarta Trọng tài: Roberto Vázquez (Puerto Rico), Johnny Batista (Puerto Rico), Gvidas Gedvilas (Litva) |

### Latvia vs Liban
| 25 tháng 8 năm 2023 16:15 | Chi tiết | Latvia                                                                  | 109–70 | Liban                                                                 |  | Nhà thi đấu Indonesia, Jakarta Số khán giả: 5,834 Trọng tài: Julio Anaya (Panama), Scott Beker (Úc), Jenna Reneau (Hoa Kỳ) |
| 25 tháng 8 năm 2023 16:15 | Chi tiết | Điểm mỗi set: 27–17, 28–13, 27–18, 27–22                                |        |                                                                       |  | Nhà thi đấu Indonesia, Jakarta Số khán giả: 5,834 Trọng tài: Julio Anaya (Panama), Scott Beker (Úc), Jenna Reneau (Hoa Kỳ) |
| 25 tháng 8 năm 2023 16:15 | Chi tiết | Điểm: Bertans 20 Chụp bóng bật bảng: Gražulis, Šmits 7 Hỗ trợ: Žagars 9 |        | Điểm: El Darwich 19 Chụp bóng bật bảng: El Darwich 5 Hỗ trợ: Arakji 8 |  | Nhà thi đấu Indonesia, Jakarta Số khán giả: 5,834 Trọng tài: Julio Anaya (Panama), Scott Beker (Úc), Jenna Reneau (Hoa Kỳ) |

### Liban vs Canada
| 27 tháng 8 năm 2023 16:45 | Chi tiết | Liban                                                                  | 73–128 | Canada                                                              |  | Nhà thi đấu Indonesia, Jakarta Số khán giả: 10,180 Trọng tài: Roberto Vázquez (Puerto Rico), Jenna Reneau (Hoa Kỳ), Urushima Daigo (Nhật Bản) |
| 27 tháng 8 năm 2023 16:45 | Chi tiết | Điểm mỗi set: 13–29, 17–37, 18–34, 25–28                               |        |                                                                     |  | Nhà thi đấu Indonesia, Jakarta Số khán giả: 10,180 Trọng tài: Roberto Vázquez (Puerto Rico), Jenna Reneau (Hoa Kỳ), Urushima Daigo (Nhật Bản) |
| 27 tháng 8 năm 2023 16:45 | Chi tiết | Điểm: Spellman 16 Chụp bóng bật bảng: three players 3 Hỗ trợ: Arakji 5 |        | Điểm: Barrett 17 Chụp bóng bật bảng: Olynyk 8 Hỗ trợ: Bell-Haynes 8 |  | Nhà thi đấu Indonesia, Jakarta Số khán giả: 10,180 Trọng tài: Roberto Vázquez (Puerto Rico), Jenna Reneau (Hoa Kỳ), Urushima Daigo (Nhật Bản) |

### Pháp vs Latvia
| 27 tháng 8 năm 2023 20:30 | Chi tiết | Pháp                                                             | 86–88 | Latvia                                                           |  | Nhà thi đấu Indonesia, Jakarta Số khán giả: 9,628 Trọng tài: Julio Anaya (Panama), Juan Fernández (Argentina), Andrés Bartel (Uruguay) |
| 27 tháng 8 năm 2023 20:30 | Chi tiết | Điểm mỗi set: 33–26, 20–23, 21–13, 12–26                         |       |                                                                  |  | Nhà thi đấu Indonesia, Jakarta Số khán giả: 9,628 Trọng tài: Julio Anaya (Panama), Juan Fernández (Argentina), Andrés Bartel (Uruguay) |
| 27 tháng 8 năm 2023 20:30 | Chi tiết | Điểm: Fournier 27 Chụp bóng bật bảng: Gobert 7 Hỗ trợ: De Colo 8 |       | Điểm: Žagars 22 Chụp bóng bật bảng: R. Kurucs 5 Hỗ trợ: Žagars 5 |  | Nhà thi đấu Indonesia, Jakarta Số khán giả: 9,628 Trọng tài: Julio Anaya (Panama), Juan Fernández (Argentina), Andrés Bartel (Uruguay) |

### Canada vs Latvia
| 29 tháng 8 năm 2023 20:30 | Chi tiết | Canada                                                                              | 101–75 | Latvia                                                          |  | Nhà thi đấu Indonesia, Jakarta Số khán giả: 11,186 Trọng tài: Juan Fernández (Argentina), Jenna Reneau (Hoa Kỳ), Johnny Batista (Puerto Rico) |
| 29 tháng 8 năm 2023 20:30 | Chi tiết | Điểm mỗi set: 13–23, 30–19, 24–15, 34–18                                            |        |                                                                 |  | Nhà thi đấu Indonesia, Jakarta Số khán giả: 11,186 Trọng tài: Juan Fernández (Argentina), Jenna Reneau (Hoa Kỳ), Johnny Batista (Puerto Rico) |
| 29 tháng 8 năm 2023 20:30 | Chi tiết | Điểm: Gilgeous-Alexander 27 Chụp bóng bật bảng: Ejim 7 Hỗ trợ: Gilgeous-Alexander 6 |        | Điểm: Gražulis 16 Chụp bóng bật bảng: Kurucs 10 Hỗ trợ: Šķēle 6 |  | Nhà thi đấu Indonesia, Jakarta Số khán giả: 11,186 Trọng tài: Juan Fernández (Argentina), Jenna Reneau (Hoa Kỳ), Johnny Batista (Puerto Rico) |

### Liban vs Pháp
| 29 tháng 8 năm 2023 16:45 | Chi tiết | Liban                                                                                  | 79–85 | Pháp                                                              |  | Nhà thi đấu Indonesia, Jakarta Số khán giả: 6,549 Trọng tài: Aleksandar Glišić (Serbia), Yevgeniy Mikheyev (Kazakhstan), Urushima Daigo (Nhật Bản) |
| 29 tháng 8 năm 2023 16:45 | Chi tiết | Điểm mỗi set: 20–19, 17–19, 22–20, 20–27                                               |       |                                                                   |  | Nhà thi đấu Indonesia, Jakarta Số khán giả: 6,549 Trọng tài: Aleksandar Glišić (Serbia), Yevgeniy Mikheyev (Kazakhstan), Urushima Daigo (Nhật Bản) |
| 29 tháng 8 năm 2023 16:45 | Chi tiết | Điểm: Arakji 29 Chụp bóng bật bảng: El Darwich, Zeinoun 6 Hỗ trợ: Arakji, El Darwich 4 |       | Điểm: Fournier 17 Chụp bóng bật bảng: Cordinier 5 Hỗ trợ: Okobo 5 |  | Nhà thi đấu Indonesia, Jakarta Số khán giả: 6,549 Trọng tài: Aleksandar Glišić (Serbia), Yevgeniy Mikheyev (Kazakhstan), Urushima Daigo (Nhật Bản) |